# Caproni Ca.33
Il Caproni Ca.33 era un biplano da bombardamento italiano della prima guerra mondiale. Versione rimotorizzata del precedente Ca.32 divenne il bombardiere alleato più impiegato nel conflitto, operando sia sul fronte occidentale che su quello austriaco. L'aereo, durante il conflitto designato Ca.3 dal Regio Esercito e 450 hp dalla ditta costruttrice, venne prodotto su licenza anche in Francia. L'ultimo sviluppo del modello, designato Ca.36 rimase in servizio fino alla seconda metà degli anni venti.

## Storia del progetto
L'aereo era una versione rimotorizzata del Ca.32, con più potenti motori Isotta-Fraschini V4B da 150 CV, trimotore, a doppia fusoliera con cabina centrale. Giovanni Battista "Gianni" Caproni era certo di poter migliorare le prestazioni del Ca.32, con un incremento di potenza dei motori. Nella sua posizione di direttore della ditta di proprietà statale (La Caproni era stata nazionalizzata nel 1913) dovette attendere il marzo 1916 per sostituire su un Ca.32 il motore centrale Fiat A.10 con un Isotta Fraschini V.4B. L'aereo designato 350 hp venne collaudato da Emilio Pensuti il 10 maggio 1915 e dimostrò esatta la previsione di Gianni Caproni, con una velocità massima superiore e i vantaggi anche più evidenti in termini di velocità di salita. Di questa tappa intermedia ne venne prodotto in serie un piccolo lotto di 9 esemplari, designato Ca.2 dal Regio Esercito.
La richiesta di sostituire tutti i 3 motori Fiat A.10, con gli Isotta Fraschini V4B venne comunque fatta dalla Direzione Tecnica dell'aviazione militare, sempre con l'obiettivo di migliorare le prestazioni del velivolo, anche dal punto di vista della autonomia. L'adattamento del velivolo ai nuovi motori richiese comunque un certo tempo, solo nel febbraio del 1917 poté partire l'ordine per i primi 150 esemplari, seguito da un ordine per altri 100 in giugno, quando iniziavano ad entrare in servizio i primi esemplari. I 250 esemplari furono consegnati tutti entro l'anno, ed a novembre del 1917 venne effettuato un ordine per altri 20 esemplari, consegnati tutti entro il febbraio dell'anno successivo. Nel frattempo era stata avviata la produzione su licenza in Francia presso la ditta Robert Esnault-Pelterie (REP).
Il Ca.33 manteneva quindi tutte le caratteristiche del modello precedente. Era realizzato in legno rivestito in tela, tranne le superfici di controllo con struttura metallica. Il piano di coda era di tipo monoplano, con le derive montate sopra lo stabilizzatore. Le 3 derive, collegate, erano interamente mobili, tranne quella centrale con il bordo d'attacco fisso.
Nella carlinga centrale trovavano posto i 4 membri dell'equipaggio in un abitacolo aperto. In posizione prodiera il mitragliere, dietro di lui i due piloti in posti affiancati. A seguire i due serbatoi affiancati, con dietro lo spazio per il meccanico/2º mitragliere. A poppa il motore.  Il meccanico, come già negli ultimi esemplari di Ca.32, disponeva di una torretta sopraelevata installata sopra il motore, soluzione che gli garantiva un'ampia visuale di 360 gradi. Nella torretta era in genere installata una sola mitragliatrice Fiat Mod. 14 tipo Aviazione, talvolta ne venivano installate due o tre. I radiatori dei tre motori erano installati in verticale sul montante interalare più prossimo al motore a cui erano collegati.
Le prestazioni erano aumentate in termini di velocità di punta e di salita, ed anche l'autonomia ne aveva beneficiato. I Ca.33 potevano così raggiungere obiettivi distanti fino a 200 km nel territorio nemico, distanza però ancora insufficiente per permettergli di colpire le officine Skoda in territorio cecoslovacco, che rappresentavano il principale centro industriale dell'Impero austro-ungarico.

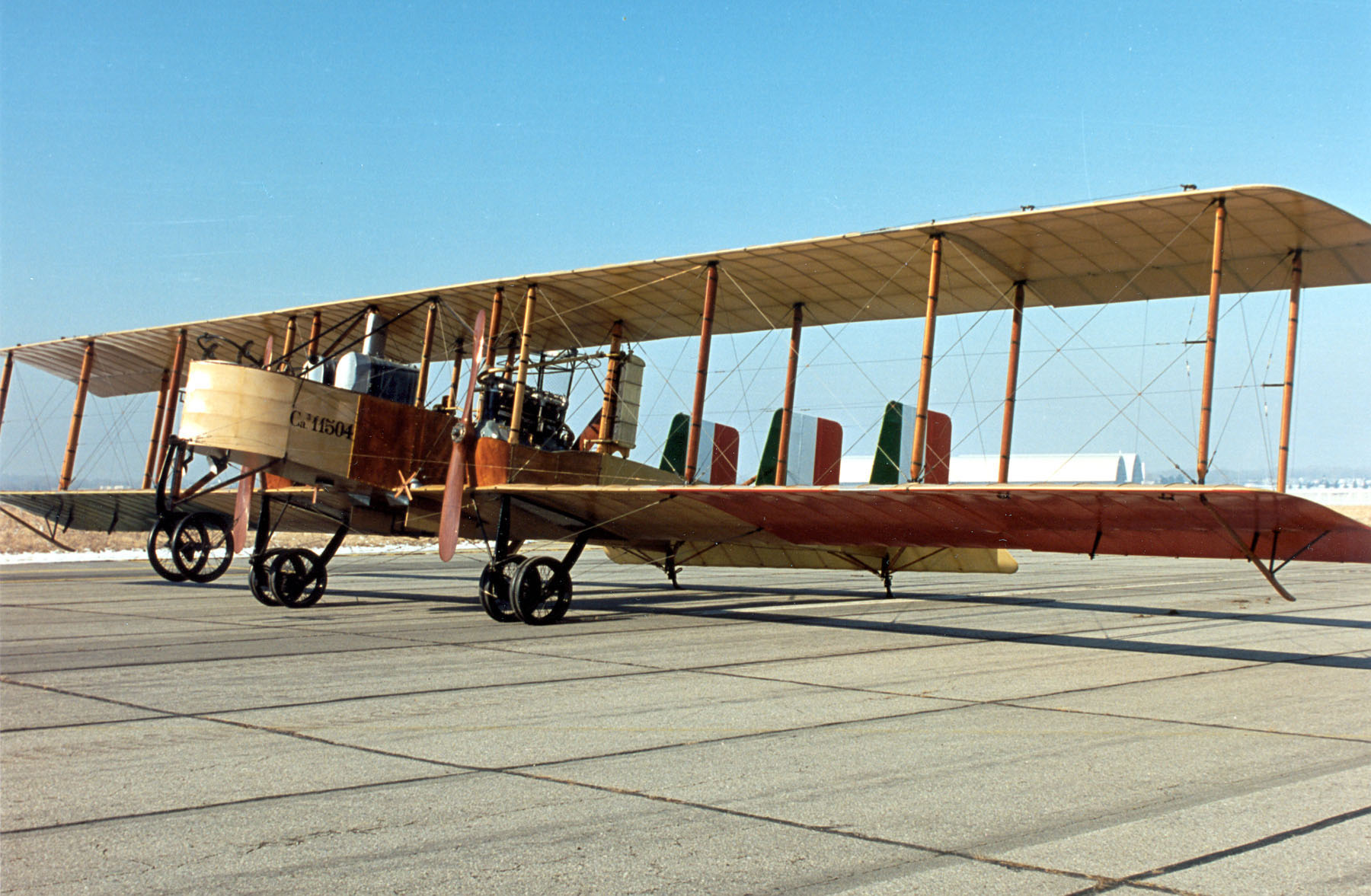
Il Caproni Ca.36 esposto presso il National Museum of the United States Air Force.

Dopo il Ca.33, durante il conflitto lo sviluppo dei trimotori da bombardamento Caproni si concentrò su due velivoli più grandi: la famiglia triplana dei Ca.40 (Ca.4) e la famiglia biplana dei Ca.44 (Ca.5). Il successo di questi velivoli fu comunque inferiore alle aspettative, tanto che prima della fine del conflitto entrava in servizio il Caproni Ca.36 (Ca.3mod), una versione modificata (da qui la sigla mod.) nelle semiali, che erano smontabili per agevolare le operazioni di rimessa del velivolo. Successivamente vennero introdotte altre modifiche per semplificare la produzione in serie e la manutenzione del velivolo. Il Ca.36 divenne, quindi, il più longevo di questa famiglia di bombardieri, rimanendo in servizio per la prima metà degli anni venti.

## Impiego operativo

### Italia
I primi esemplari di Ca.33 vennero consegnati al IV Gruppo, di stanza a Aviano e Comina nel giugno del 1916 e le prime operazioni nel giugno successivo ma il primo esemplare era in linea dal mese di aprile nella 4ª Squadriglia di Aviano del Battaglione Squadriglie Aviatori del Comando supremo militare italiano.
La 1ª Squadriglia Caproni riceve il 29 maggio il Caproni Ca.33 consegnato da Gabriele D'Annunzio alla presenza del Presidente del Consiglio dei ministri Paolo Boselli.
La 2ª Squadriglia inizia a riceverli ai primi di luglio e la 3ª Squadriglia e la 5ª Squadriglia dal mese di agosto.
Nei mesi successivi l'impiego delle squadriglie di trimotori raggiunse l'apice, anticipando, con azioni che vedevano impiegati anche più di 30 bombardieri, quello a cui avrebbero assistito i cieli della seconda guerra mondiale. Tra le azioni più rilevanti di questo periodo, vi furono i bombardamenti sulla base di Pola, di cui fu un accanito sostenitore D'Annunzio, col suo equipaggio, costituito dai tenenti piloti Maurizio Pagliano e Luigi Gori. La prima azione ebbe luogo la notte del 2 agosto con una "flotta" di 36 velivoli. Nuove azioni furono compiute la notte successiva e la notte dell'8 agosto, quest'ultima con 28 velivoli. Alla fine di Agosto, sempre D'Annunzio, con Pagliano e Gori, furono precursori dell'impiego dei velivoli come attacco al suolo, mitragliando col pesante Caproni, a volo radente, le trincee del monte Hermada Un attacco ancora più audace venne compiuto contro la base navale di Cattaro il 4 ottobre, con un volo notturno di quasi 400 Km sul mare. Ad effettuare l'azione, con dei Caproni appositamente modificati dalla ditta, fu un reparto appositamente creato, che raccoglieva i migliori equipaggi, e battezzato "Distaccamento A.R.", in onore del suo comandante, il Maggiore Armando Armani, composto da due squadriglie da 7 velivoli ciascuna. Partecipò all'azione lo stesso D'Annunzio come Comandante della 15ª Squadriglia bis, a bordo del velivolo "Asso di Picche", pilotato da Maurizio Pagliano e Luigi Gori.
L'11ª Squadriglia, impegnata nella Campagna di Albania, dal mese di aprile 1917 transita sui Ca.33, la 15ª Squadriglia da bombardamento Caproni nasce in aprile sui Ca.33, la 13ª Squadriglia e la 14ª Squadriglia in giugno e la 7ª Squadriglia dal mese di agosto dispone di 4 esemplari che sono la sua linea di volo.
Il culmine dell'impiego dei Ca.33 può essere individuato nel secondo semestre del 1917: i trimotori Caproni equipaggiavano 8 Gruppi per un totale di 28 Squadriglie. Oltre alle squadriglie nei campi d'aviazione dell'Italia settentrionale ( Aviano, Campoformido, Comina ), abbandonati a seguito della ritirata di Caporetto, ne erano dotati i campi di volo di Ghedi, Padova, San Pelagio, Verona, Cà degli Oppi di Oppeano), due erano di stanza in Albania ed il XVIII gruppo di stanza in Francia, prima a Longvic e poi a Ochey, dal febbraio 1918.
La 12ª Squadriglia, impegnata nella Campagna di Libia (1913-1921), transita sui Ca.33 nell'ultimo trimestre del 1917.
A metà del 1918 iniziarono ad essere disponibili i primi Ca.44, versione ingrandita del biplano Caproni. L'aereo era però afflitto dalla inaffidabilità delle prime serie dei motori Fiat A.12, che manifestavano ritorni di fiamma, e dai ritardi dei propulsori Isotta Fraschini V.6, che equipaggiavano la variante rimotorizzata del Ca.44, designata Ca.45. I problemi del suo successore rappresentarono nuova linfa per il Ca.33, con l'introduzione del Ca.36 (Ca.3mod con la designazione del Regio Esercito). I Ca.36 trovarono impiego in Libia dopo la fine della prima guerra mondiale, durante il 1925 vennero stanziati 8 esemplari in Libia.
Nel 1923 con la fondazione della Regia Aeronautica i Ca.33 vennero inquadrati nel 1º Stormo da bombardamento di Milano. I Ca.33 e Ca.36 rimasero in servizio attivo fino al 1926, ma alcuni esemplari trovarono impiego per l'addestramento fino al 1929.

#### Raid mancati
Anche i trimotori Ca.33 vennero presi in considerazione per due delle più famose trasvolate dell'epoca, quelle che poi consacrarono alla Gloria gli Ansaldo S.V.A..

##### Volo su Vienna
Gabriele D'Annunzio, nella prima della fase dell'ideazione di quello che sarebbe stato poi ricordato come il Volo su Vienna propose di attrezzare due Ca.33 per consentirgli di portare a termine una simile missione. Due Ca.33 della 4ª Squadriglia, nell'agosto del 1917, furono dotati di serbatoi ausiliari che consentirono loro di raddoppiare l'autonomia, portandola a 900 km. Il 4 settembre un velivolo fu sottoposto ad un volo di prova della durata di 9 ore, con a bordo lo stesso D'Annunzio e piloti Maurizio Pagliano e Luigi Gori, ma quando tutto era ormai pronto, l'Alto Comando proibì di fatto l'impresa. Successivamente lo stesso D'Annunzio, con gli immancabili Pagliano e Gori, furono inglobati nel Raggruppamento AR a Gioia del Colle, per partecipare alla memorabile impresa del bombardamento del Cattaro, alla guida del Comandante Armando Armani. Successivamente, la disfatta di Caporetto costrinse a cancellare definitivamente il raid su Vienna. Questo venne riproposto ed effettuato nell'Agosto dell'anno successivo con i soli Ansaldo S.V.A..

##### Raid Roma-Tokyo
Due Ca.33 facevano parte della squadra originaria destinata ad effettuare il raid Roma-Tokyo, che verrà completata da solo due equipaggi degli Ansaldo S.V.A., quello di Ferrarin e Capannini e quello di Masiero e Maretto. Su un Ca.33 i due piloti Scavini e Bonalumi, sull'altro Negrini e Origgi, con Cotti come motorista. A questa coppia di velivoli si aggiungevano altri due trimotori Caproni, un biplano Ca.5 ed un triplano Ca.4. I trimotori Caproni, più lenti, furono i primi velivoli a partire, nel periodo tra l'8 gennaio ed il 2 febbraio, ma ben presto saranno tutti costretti al ritiro. Lo stesso Giovanni Battista "Gianni" Caproni si era opposto all'uso dei suoi aerei per l'impresa, comprendendo che ben presto i grandi velivoli sarebbero stati messi a dura prova dall'operare su campi poco o nulla preparati e dalla impossibilità di effettuare una corretta manutenzione dei motori.

### Francia

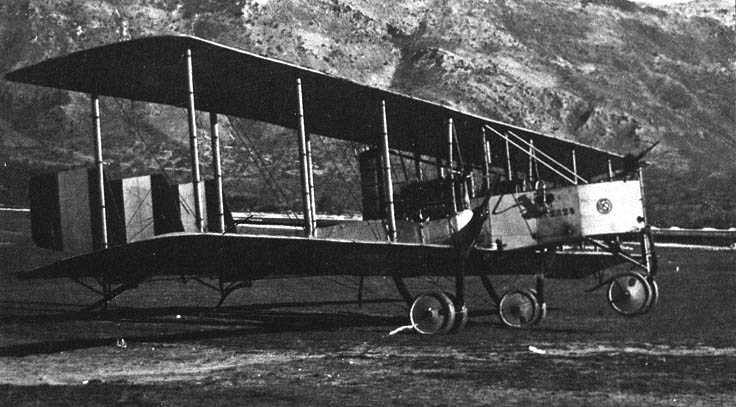
Caproni Ca.33 dotato di motori Isotta Fraschini V.4B

In Francia il Ca.33 venne prodotto su licenza dalla Robert Esnault-Pelterie (REP), che già aveva avviato la produzione dei Ca.32. Complessivamente (tra Ca.32 e Ca.33) vennero realizzati in Francia 83 velivoli, ai quali si aggiunsero alcuni esemplari di fabbricazione italiana. Questi ultimi erano inquadrati nelle C.A.P. escadres (11e escadre o Escadre de bombardement n° 11), quelli costruiti su licenza nelle C.E.P. escadres (C.E.P.: Caproni Esnault Pelterie). 
Con questi aerei nasce nel febbraio 1916 la Escadrille CEP 115 del Groupe de Bombardement GB.1. Di base a Nancy-Malzeville, effettuò la prima missione di guerra il 22 giugno 1916. Nell'agosto 1917 nasce la CEP 130, assegnata al GB.2, gruppo del quale nel marzo 1918 entrò a far parte anche la CEP 115.
I Ca.450 vennero direttamente importati in 44 esemplari con la designazione CAP.2 BN.2 (CAP per Caproni) ed assegnati alle squadriglie che divennero CAP 115 e CAP 130.
Ai due gruppi di bombardamento francesi, in un secondo tempo venne affiancato su autorizzazione dello stesso generale Diaz un corpo di spedizione italiano, il XVIII Gruppo, con tre squadriglie. Sul fronte occidentale i trimotori italiani vennero impiegati principalmente per bombardamenti notturni su obbiettivi lungo la Marna e sui concentramenti di truppe presso Amiens. L'azione forse più eclatante fu il bombardamento di Friedrichshafen, con sorvolo del territorio nemico per circa 600 km.

### Stati Uniti d'America
Dopo l'entrata in guerra degli Stati Uniti i piloti statunitensi vennero avviati all'addestramento in Francia, Regno Unito e Italia, dove esistevano due centri di addestramento. Uno, presso il Lago di Bolsena, era per i piloti dell'US Navy, destinati agli idrovolanti che operavano in reparti misti sul Mare Adriatico. L'altro, a Foggia, per i piloti dell'aviazione dell'esercito dell'American Expeditionary Force (AEF) Air Service. I foggiani, come vennero soprannominati, destinati ai reparti di bombardamento venivano istruiti sui Ca.33. Circa 500 aspiranti piloti passarono dal Centro d'addestramento di Foggia. Di questi la gran parte prestò servizio sul fronte francese all'interno dei reparti dell'AEF, mentre 75 di loro aggregati ai reparti italiani sul fronte austriaco. Il trimotore Caproni si guadagnò ben presto il favore dei piloti statunitensi per la sua manovrabilità e robustezza. Tra i suoi estimatori anche il Maggiore Fiorello La Guardia, deputato al Congresso degli Stati Uniti d'America e dal 1934 sindaco di New York per tre volte, che teneva il comando del personale dell'AEF in Italia.

## Varianti

Il Ca.3 conservato presso il Museo storico dell'Aeronautica Militare

Nota: durante la prima guerra mondiale tutti questi velivoli erano designati Ca.3 dal Regio Esercito, mentre internamente alla ditta Caproni erano noti come 450 hp. Dopo la guerra Caproni adottò, retroattivamente, una nuova designazione univoca, qui adottata. Alcuni dei primi adattamenti del velivolo non hanno comunque una designazione specifica.
- Silurante: Nel luglio 1917, circa un mese prima dell'azione contro la base di Pola dell'2 agosto, iniziò la valutazione di una variante aerosilurante del Ca.33, destinata ad essere impiegata per azioni di siluramento delle navi alla fonda nelle principali basi austroungariche dell'Adriatico. Due velivoli furono quindi modificati per trasportare un siluro da 800 kg, un'arma che raddoppiava il carico bellico consentito. Furono approntate diverse modifiche, in particolare per centrare il nuovo baricentro del velivolo, anche se la più evidente fu la rimozione della coppia di ruote anteriori del carrello. I primi esperimenti vennero compiuti dal pilota Luigi Ridolfi, ma la squadriglia aerosiluranti non venne mai approntata.
- Aerombulanza: Il Ca.33 fu anche tra i primi velivoli ad essere adottati come aerombulanza. Vennero installate due barelle chiuse da carenature su ciascuna delle fusoliere laterali, soluzione che anticipava quelle adottate dai primi elicotteri per l'evacuazione dei feriti impiegati nella Guerra di Corea. L'aereo consentiva l'evacuazione rapida dei feriti gravi dalle retrovie, compatibilmente con la disposizione di campi d'aviazione. Altri due feriti leggeri potevano essere ospitati nella carlinga centrale assieme all'equipaggio. Versioni aeroambulanza vennero derivate anche dal Ca.36

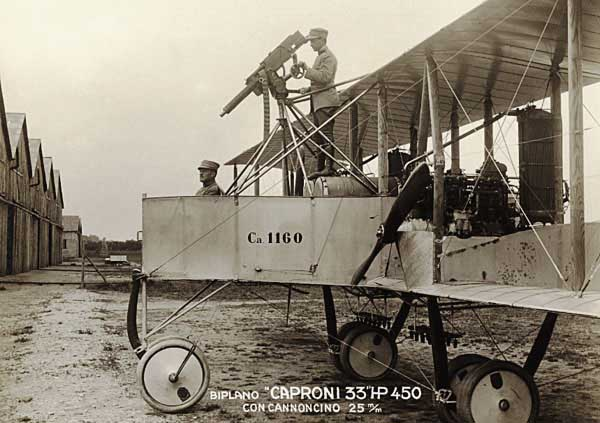
Il Ca.33 con installato un cannoncino da 20 mm

- "Cannoncino": Tra le varie configurazioni provate per l'armamento, che andava da 2 a 4 mitragliatrici, si ricorda questa versione che vedeva installato un cannoncino da 25 mm su un treppiede montato nella parte anteriore della fusoliera. La Sezione di Pozzuolo del Friuli ne dispone dall'agosto 1917 confluendo dal 18 gennaio 1918 nella 109ª Squadriglia, la 122ª Squadriglia disponeva di una Sezione di 2 esemplari e la 201ª Squadriglia ne aveva 4. La 301ª Squadriglia ne riceve uno con cannoncino nel marzo 1918 fino al mese di giugno.
- Ca.34 / Ca.35 : versione con i sedili dei piloti in tandem, ed affinamenti aerodinamici per la fusoliera. Non prodotta.
- Ca.36: con semiali smontabili per agevolare le operazioni di rimessa del velivolo. Successivamente vennero introdotte altre modifiche per semplificare la produzione in serie e la manutenzione del velivolo. Designato Ca.3mod (mod. per modificato) dal Regio Esercito. Vennero realizzati 153 esemplari dalle officine di Savigliano, di cui 144 entrarono in servizio con la Regia Aeronautica. I Ca.33 superstiti furono portati a questo standard.  Gli unici dati tecnici differenti, quelli relativi ai pesi: peso a vuoto 2.600 kg; massimo al decollo 4.000 kg.
- Ca.37:  prototipo di una versione biposto monomotore, destinata all'attacco al suolo.
- Ca.38: prototipo migliorato del precedente Ca.37.
- Ca.39:  versione idrovolante, non realizzata.
- Ca.56a: variante civile per 6 passeggeri oltre all'equipaggio di 2 persone, ottenuta riconvertendo velivoli militari. Trovò impiego per il Corriere Ufficiale sulla rotta tra Padova e Venezia.

## Utilizzatori
Francia
- Aéronautique Militaire

 Italia
- Regio Esercito
  - Corpo Aeronautico Militare

 Stati Uniti
- American Expeditionary Forces Air Service

## Velivoli attualmente esistenti

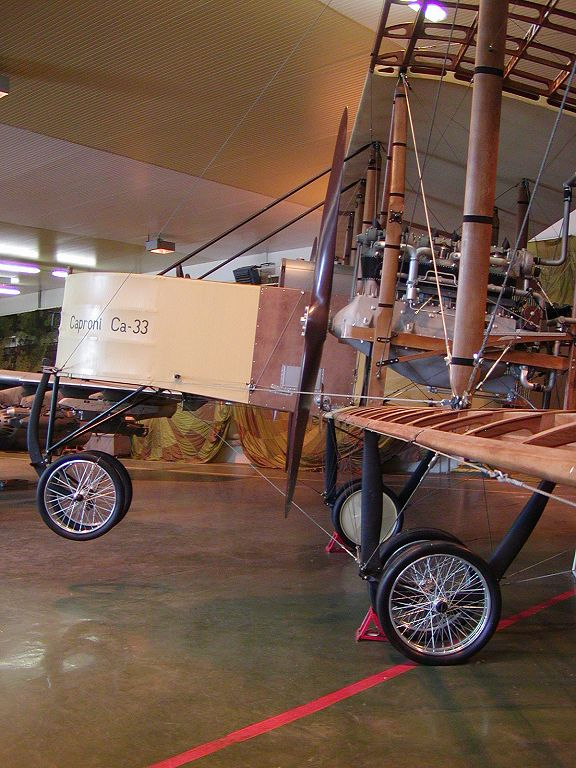
Museo storico militare di Piešťany

### Italia
Presso il Museo storico dell'Aeronautica Militare è conservato il Ca.36 matricola 23164. L'aereo venne acquistato, per trentamila lire al termine della Prima guerra mondiale dal tenente pilota Casimiro Buttini. Questi, nel 1917, aveva ottenuto la medaglia d'oro al valore militare, proprio su questo velivolo, con un'azione sopra Târnova. Conservato dalla famiglia in una cascina del piemontese, l'aereo venne acquistato nel 1959 dall'Aeronautica Militare Italiana.
Un altro è esposto nell'aviosuperficie "Francesco Baracca" di Nervesa della Battaglia. Questa replica è l'unica volante al mondo. Costruito con materiali e tecniche dell'epoca ma con moderni criteri di progettazione e costruzione, ha una struttura irrobustita e più pesante rispetto all'originale. Immatricolato I-ZANA, inizialmente doveva essere propulso da motori Ford 300 da 4,9 litri a 6 cilindri in linea raffreddati a liquido da 170 cavalli (per mantenere il più possibile una configurazione simile agli originali Isotta-Fraschini), ma la loro difficoltosa messa a punto ha portato alla loro sostituzione con dei più potenti ed affidabili propulsori boxer Lycoming raffreddati ad aria, da 6 cilindri e 250 cavalli quelli laterali, da 4 cilindri e 180 cavalli quello centrale.

### Stati Uniti d'America
Presso il Museo della USAF della base di Wright Patterson, è conservato un Ca.36, affidato al museo statunitense dal Museo Caproni di Trento nel 1987. L'aereo era originariamente esposto nel museo italiano fin dalla sua fondazione. Nel 1934, durante l'"Esposizione dell'Aeronautica Italiana", venne esposto con la livrea del famoso "Asso di Picche" protagonista dell'azione su Cattaro a cui partecipò anche Gabriele D'Annunzio.

### Slovacchia
Una replica di Ca.33 è conservata in Slovacchia. Il velivolo riproduce il Ca.33 con cui precipitò nel 1919 il generale Štefánik, in precedenza esposto all'esterno del castello di Bratislava e presso il Museo storico militare di Piešťany, ad oggi il velivolo trova collocazione nell'aeroporto Milan Rastislav Štefánik.